# Limelight de Brève
Limelight de Brève (née le 10 juin 1999 à l'élevage de Brève, morte le 2 février 2019) est une jument noire du stud-book Selle français, qui a concouru au niveau international en saut d'obstacles avec la cavalière britannique Laura Renwick, puis l’Égyptien Sameh el Dahan. 
Cette fille d'Allegreto est devenue poulinière, mais meurt avec le poulain qu'elle portait en février 2019.

## Histoire

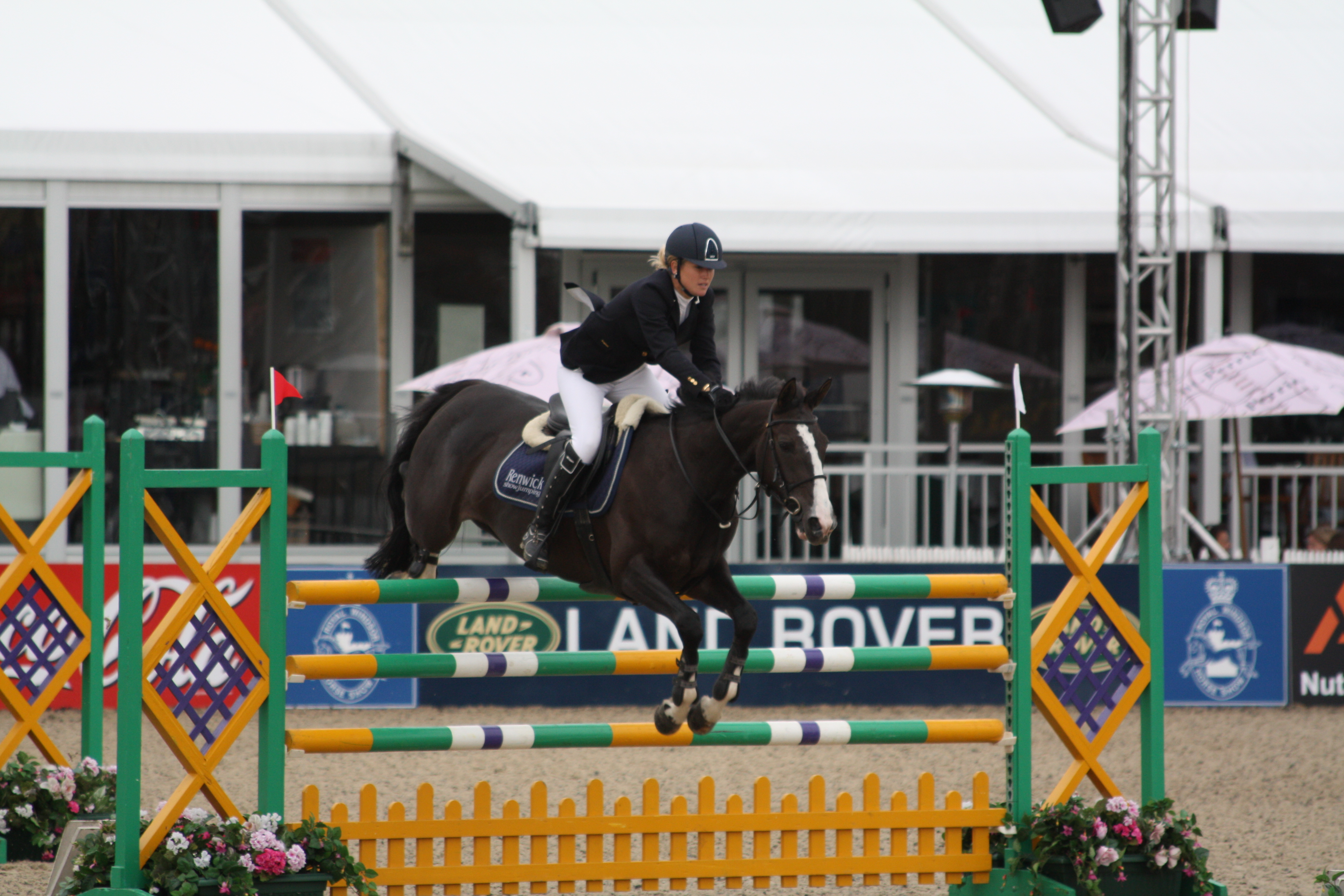
Limelight de Brève montée par Laura Renwick au Windsor Horse Show de 2009.

Limelight de Brève naît le 10 juin 1999 chez M. Xavier Remy et Mm Marine Payan, à l'élevage de Brève, dans la commune de Le Gué-de-la-Chaîne, dans l'Orne, en Normandie (France),. 
Elle est montée par la cavalière britannique Laura Renwick à partir de 2008, décrochant en 2009 de nombreuses victoires en CSI 2*, 3* et 4*. Après une année 2010 presque sans compétition, elle retrouve son meilleur niveau en 2011, au CSI3* de Maubeuge.
À partir de 2013, elle est montée par le cavalier Égyptien Sameh el Dahan. 
Elle est mise à la retraite en novembre 2017.
Victime d'un accident au pré le 2 février 2019, elle meurt avec le poulain qu'elle portait.

## Description
Limelight de Brève est une jument de robe noire, inscrite au stud-book du Selle français. 

## Palmarès
Elle atteint un indice de saut d'obstacles (ISO) de 170 en 2009.

## Origines
Limelight de Brève est une fille de l'étalon Allegreto, et de la jument Une Passion, par Laudanum. Elle compte 54 % d'ancêtres Pur-sang, et 18 % d'ancêtres trotteurs.
| Origines de Limelight de Brève                        | Origines de Limelight de Brève        | Origines de Limelight de Brève           | Origines de Limelight de Brève |
| ----------------------------------------------------- | ------------------------------------- | ---------------------------------------- | ------------------------------ |
| Père Allegreto Selle français 1988 - 2017 Bai, 1,66 m | Jalisco B 1975 - 1994 Selle français  | Almé 1966, Selle français                | Ibrahim                        |
| Père Allegreto Selle français 1988 - 2017 Bai, 1,66 m | Jalisco B 1975 - 1994 Selle français  | Almé 1966, Selle français                | Girondine                      |
| Père Allegreto Selle français 1988 - 2017 Bai, 1,66 m | Jalisco B 1975 - 1994 Selle français  | Tanagra 1963, Selle français             |                                |
| Père Allegreto Selle français 1988 - 2017 Bai, 1,66 m | Jalisco B 1975 - 1994 Selle français  |                                          |                                |
| Père Allegreto Selle français 1988 - 2017 Bai, 1,66 m | Gourgandine 1972 - Selle français     | Uriel 1964, Selle français               |                                |
| Père Allegreto Selle français 1988 - 2017 Bai, 1,66 m | Gourgandine 1972 - Selle français     | Uriel 1964, Selle français               |                                |
| Père Allegreto Selle français 1988 - 2017 Bai, 1,66 m | Gourgandine 1972 - Selle français     | Melisande 1956, Selle français           |                                |
| Père Allegreto Selle français 1988 - 2017 Bai, 1,66 m | Gourgandine 1972 - Selle français     |                                          |                                |
| Mère Une passion Selle français 1986 - 2015 Alezan    | Laudanum 1967 - 1996 Pur-sang         | Boran 1960, Pur-sang                     |                                |
| Mère Une passion Selle français 1986 - 2015 Alezan    | Laudanum 1967 - 1996 Pur-sang         | Boran 1960, Pur-sang                     |                                |
| Mère Une passion Selle français 1986 - 2015 Alezan    | Laudanum 1967 - 1996 Pur-sang         | Monta Bella 1961, Pur-sang               |                                |
| Mère Une passion Selle français 1986 - 2015 Alezan    | Laudanum 1967 - 1996 Pur-sang         |                                          |                                |
| Mère Une passion Selle français 1986 - 2015 Alezan    | Odenore 1980 - 2006 Trotteur français | Elpenor 1970, Trotteur                   |                                |
| Mère Une passion Selle français 1986 - 2015 Alezan    | Odenore 1980 - 2006 Trotteur français | Elpenor 1970, Trotteur                   |                                |
| Mère Une passion Selle français 1986 - 2015 Alezan    | Odenore 1980 - 2006 Trotteur français | Histoire de Vaux 1973, Trotteur français |                                |
| Mère Une passion Selle français 1986 - 2015 Alezan    | Odenore 1980 - 2006 Trotteur français |                                          |                                |